# イングランド・ウェールズクリケット委員会
イングランド・ウェールズクリケット委員会（イングランド・ウェールズクリケットいいんかい、英語: England and Wales Cricket Board、略称：ECB）は、イングランドとウェールズのクリケット界を統括し代表する国内競技連盟。創立は1997年。本部はクリケットの聖地を呼ばれるロンドンのローズ・クリケット・グラウンド。

## 概要
イングランド・ウェールズクリケット委員会（以下、ECB）は1997年1月1日、テスト・カウンティ・クリケット委員会(Test and County Cricket Board) 、全国クリケット協会（National Cricket Association）、クリケット評議会（Cricket Council）が統合されて、単一の統括機関として設立された。1998年4月には女子クリケット協会（Women's Cricket Association）を吸収合併した。ECBはクリケットイングランド代表などあらゆるナショナルチームを管轄・監督している。ECBの管轄はイングランド及びウェールズなので、イングランド代表にはウェールズも含まれる。ECBは2024年から2027年までの国際クリケット評議会（ICC）の収益の6.9%を受け取ることになっており、最大のインドクリケット管理委員会の38.5%に次ぐ世界2位である。

## 主催事業

### 大会
- カウンティ・チャンピオンシップ
- トゥエンティ20カップ
- ワンデーカップ（英語版）

## 主なスポンサー
- IG証券
- スウォッチ・グループ
- レントキル・イニシャル
- メトロ・バンク（英語版）